# Missoula
Missoula è una città degli Stati Uniti d'America, capoluogo della Contea di Missoula, nello Stato del Montana.
È la seconda città più grande del Montana, con una popolazione stimata di 76 955 abitanti (2022), con un grande incremento rispetto ai 57 053 del 2000. Missoula ospita l'Università del Montana ed è soprannominata la 'Città dei Giardini'.
Nei pressi della città si trova il campo di prigionia di Fort Missoula, un forte utilizzato durante la seconda guerra mondiale per confinare italoamericani e nippo-americani.

## Cultura

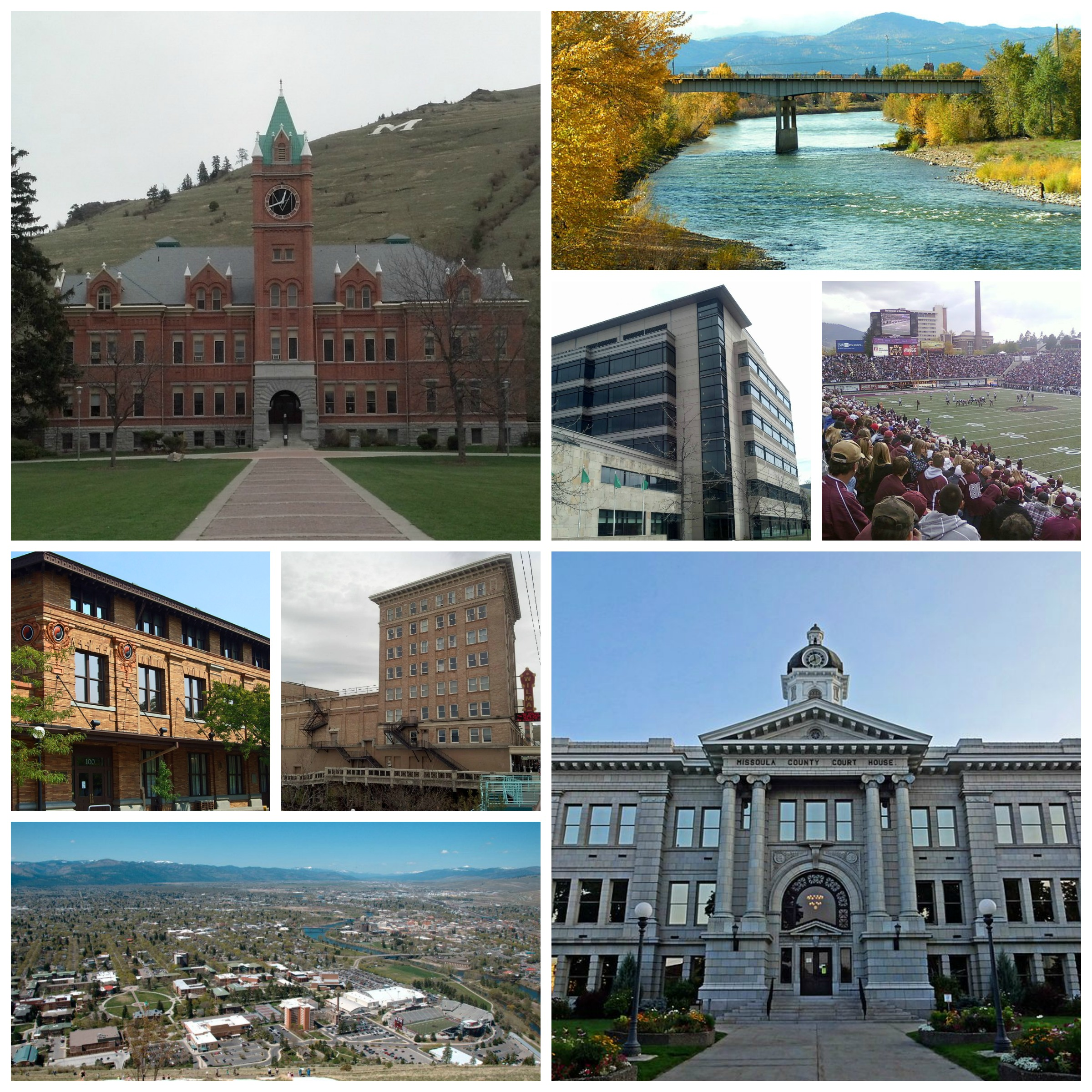
Missoula

### Media
Dal 1991 nella città è pubblicato il Missoula Independent, settimanale gratuito, che pubblica giornalismo investigativo, analisi politiche, critiche musicali e della cultura locale, un calendario di eventi locali e rubriche di livello nazionale. È il primo settimanale del Montana per diffusione, con una diffusione cartacea di 19 000 copie in più di 500 località al 2012.
Esiste inoltre un quotidiano cittadino, venduto in tutta la regione occidentale del Montana: Missoulian. Nato nel 1870 con il nome di Missoula & Cedar Creek Pioneer, si trovò (come la maggior parte della stampa in Montana in quel periodo) sotto il controllo della Anaconda Copper Mining Company nel primo '900. Dagli anni '50, appartiene alla Lee Enterprises.
A Missoula è ambientato il romanzo autobiografico In mezzo scorre il fiume di Norman Maclean, nonché il film In mezzo scorre il fiume da esso tratto.